# Psychoderelict
Psychoderelict es el quinto álbum de estudio del músico británico Pete Townshend, publicado por el sello Atlantic Records en junio de 1993. El disco, el último en solitario de Townshend hasta la fecha, es un nuevo álbum conceptual con personajes y temáticas posteriormente presentes en la obra de Townshend The Boy Who Heard Music, presentada en el álbum de The Who Endless Wire y posteriormente adaptada como un musical. El álbum alcanzó el puesto 118 en la lista estadounidense Billboard 200.

## Argumento
Publicado en 1993, Psychoderelict es una ópera rock concebida por Townshend en 1991 como sucesora de The Iron Man. Sin embargo, tras haber grabado varias demos, el músico sufrió un accidente de bicicleta en septiembre de 1991 en el que se fracturó una muñeca y que le obligó a posponer su trabajo.
El principal personaje del disco es Ray High, una estrella del rock de la década de 1960 cuyo éxito se ve reducido y queda confinado en el alcoholismo. El representante de Ray, Rastus Knight, preocupado por la disminución de los ingresos bancarios del músico, intenta sin éxito hablar con él para que grabe nuevo material. Ratus se queja de la situación a Ruth Streeting, una reportera crítica con el trabajo de Ray, quien dice tener una idea. Rastus le ofrece parte de los beneficios si puede ayudarle.
Ruth manda a Ray una carta haciéndose pasar por Rosalyn Nathan, una chica de quince años que sueña con ser una estrella. En la carta incluye una fotografía erótica de ella misma desnuda sobre la tumba de su madre, cuando tenía doce años. Ray le responde inmediatamente, definiendo la fotografía como "impresionante" y diciéndole que "comparten problemas complicados". Ray le ofrece ayuda si lo mantiene en secreto. Él y Rosalyn intercambian varias cartas, en las que Ray abre su corazón acerca de sus inseguridades, sus tragedias en la vida y sus ideas sobre las relaciones entre intérprete, público y prensa. También le manda una cinta de "Flame", una canción que escribió para el proyecto secreto "Grildlife". En su última carta le habla sobre Ruth Streeting, llamándola "simbólica de toda creación" y diciendo que "su disgusto es la mejor motivación del artista que hay en mí". Además, el músico confiesa que está enamorado de ella. Ruth, que comenzó una relación con Rastus, se ríe de la carta mientras es azotada.
Ruh acaba publicando la fotografía y define a Ray como una simple bola de barro que se aprovechó de la inocencia de una joven fan para solicitar la fotografía y para "probar sus teorías extrañas". La controversia resultante conduce a la reedición de los discos de Ray, con ventas elevadas, y una versión de "Flame", interpretada por "Rosalyn", se convierte en un gran éxito. Ruth promociona a Rosalyn como una "compositora brillante" mientras mantiene el secreto sobre la composición real incluso a Rastus.
Ruth reciba su parte de los beneficios prometidos por Rastus y acusa a Ray de "manipular" a Rosalyn. Rastus dice que todo salió a la perfección, pero Ray insiste en que ayudó a Rosalyn a solucionar un problema. Ruth insiste en que Rosalyn nunca tuvo un problema y que todo lo que hizo Ray fue "ayudarla a convertirse en una jodida estrella".
En una reunión con Ruth en un bar, Raymond desvela que sabía que Ruth y Rosalyn eran la misma persona. Ruth, por su parte, está produciendo el álbum Grindlife, que contiene una muestra de la ya famosa canción de The Who "Baba O'Riley". Al final, Ray dice que Gridlife fue su visión, no una ficción, que el apocalipsis que previó en él está cerca, y se pregunta qué ocurrió con la paz, el amor, y "toda esa mierda hippie".

## Historia
El álbum es una visión crítica y satírica de la propia vida de Townshend: su dedicación a la música a través de las enseñanzas de Meher Baba y con su proyecto abandonado Lifehouse, relacionado con el proyecto de Ray Gridlife. El álbum también hace uso de la canción de The Who "Who Are You", cuyo extracto se puede escuchar en el tema "Meher Baba M4 (Signal Box)".
El único sencillo extraído del álbum fue "English Boy", tanto en una versión con diálogo como sin diálogo, con una variedad de caras B y canciones no incluidas en Psychoderelict como "Psycho Montage" (una colección de diálogos del álbum) y "Electronic Wizardry" (compuesta en 1970 como un tema no incluido en Lifehouse), así como demos de "Flame" y "Early Morning Dreams". "Don'y Try to Make Me Real", "Outlive the Dinosaur" y "Now and Then" también fueron promocionadas en la radio. Una versión inédita de "Uneasy Street" fue posteriormente incluida en el recopilatorio The Best of Pete Townshend.
Tras las bajas ventas de la publicación original, que incluía diálogos, se publicó una versión que incluía exclusivamente las canciones. La recepción crítica estuvo también dividida entre periodistas que definieron las ideas de Townshend como pretenciosas incluso para sí mismo y otros que calificaron el disco como el primer álbum conceptual desde Who's Next. Hasta la fecha, Psychoderelict es el último disco en solitario de Townshend con material exclusivamente original. 
Townshend volvió a utilizar el personaje de Ray High en 2005 como personaje central de The Boy Who Heard Music, una novela publicada en su página web, y que sirvió como precursor de la miniópera Wire & Glass, publicada un año después. A su vez, la miniópera se convirtió en la pieza central de Endless Wire, el primer disco de estudio de The Who en 25 años.

## Live in New York featuring Psychoderelict
Un concierto de la primera gira de Townshend en solitario por Norteamérica fue emitido en directo desde el teatro Brooklyn Academy of Music en Nueva York en agosto de 1993. El concierto estuvo dividido en tres partes: una sesión inaugural de ocho canciones, una interpretación al completo de Psychoderelict y un bis de cinco temas.
El concierto fue emitido en el programa de la PBS Great Performances y dirigido por Richard Barnes y Bruce Gowers. Fue posteriormente publicado en el doble disco Pete Townshend Live BAM 1993 y en el DVD Pete Townshend Live in New York Featuring Psychoderelict..

## Otras adaptaciones
En 1999, Psychoderelict fue considerado como un posible musical de Broadway. Townshend trabajó en un guion con el director Ethan Silverman; sin embargo, hasta la fecha, el espectáculo aún no ha sido estrenado.

## Lista de canciones
| Versión con diálogos |                                                                                          |          |  |
| N.º                  | Título                                                                                   | Duración |  |
| 1.                   | «English Boy»                                                                            | 5:07     |  |
| 2.                   | «Meher Baba M3»                                                                          | 3:31     |  |
| 3.                   | «Let's Get Pretentious»                                                                  | 3:36     |  |
| 4.                   | «Meher Baba M4 (Signal Box)»                                                             | 2:23     |  |
| 5.                   | «Early Morning Dreams»                                                                   | 3:54     |  |
| 6.                   | «I Want That Thing»                                                                      | 3:58     |  |
| 7.                   | «Introduction a "Outlive the Dinosaur"»                                                  | 0:32     |  |
| 8.                   | «Outlive the Dinosaur»                                                                   | 3:24     |  |
| 9.                   | «Flame» (Gavin Lewis, Jaz Lochrie, Josh Phillips-Gorse, Mark Brzezicki, Simon Townshend) | 1:07     |  |
| 10.                  | «Now and Then»                                                                           | 4:25     |  |
| 11.                  | «I Am Afraid»                                                                            | 4:34     |  |
| 12.                  | «Don't Try to Make Me Real»                                                              | 2:59     |  |
| 13.                  | «Introducción a "Predictable»                                                            | 0:34     |  |
| 14.                  | «Predictable»                                                                            | 2:16     |  |
| 15.                  | «Flame» (Lewis, Lochrie, Phillips-Gorse, Brzezicki, S. Townshend)                        | 2:41     |  |
| 16.                  | «Meher Baba M5 (Vivaldi)»                                                                | 2:35     |  |
| 17.                  | «Fake It» (Pete Townshend, Billy Nicholls, Jon Astley, Jon Lind)                         | 3:29     |  |
| 18.                  | «Introducción a "Now and Then (Reprise)"»                                                | 0:32     |  |
| 19.                  | «Now and Then (Reprise)»                                                                 | 2:57     |  |
| 20.                  | «Baba O' Riley (Demo)»                                                                   | 1:20     |  |
| 21.                  | «English Boy (Reprise)»                                                                  | 7:04     |  |

| Versión sin diálogos |                              |          |  |
| N.º                  | Título                       | Duración |  |
| 1.                   | «English Boy»                | 4:49     |  |
| 2.                   | «Meher Baba M3»              | 3:32     |  |
| 3.                   | «Let's Get Pretentious»      | 3:27     |  |
| 4.                   | «Meher Baba M4 (Signal Box)» | 2:24     |  |
| 5.                   | «Early Morning Dreams»       | 3:06     |  |
| 6.                   | «I Want That Thing»          | 4:04     |  |
| 7.                   | «Outlive the Dinosaur»       | 4:22     |  |
| 8.                   | «Now and Then»               | 4:12     |  |
| 9.                   | «I Am Afraid»                | 4:21     |  |
| 10.                  | «Don't Try to Make Me Real»  | 3:30     |  |
| 11.                  | «Predictable»                | 3:10     |  |
| 12.                  | «Flame»                      | 4:15     |  |
| 13.                  | «Meher Baba M5 (Vivaldi)»    | 2:40     |  |
| 14.                  | «Fake It»                    | 3:38     |  |
| 15.                  | «English Boy (Reprise)»      | 7:05     |  |

| Bonus tracks del disco uno (reedición de 2006) |                                                            |          |  |
| N.º                                            | Título                                                     | Duración |  |
| 22.                                            | «Psychomontage» (Pete Townshend, Billy Nicholls, Jon Lind) | 12:37    |  |

| Bonus tracks del disco dos (reedición de 2006) |                                                            |          |  |
| N.º                                            | Título                                                     | Duración |  |
| 16.                                            | «English Boy (long intro)»                                 | 6:41     |  |
| 17.                                            | «Early Morning Dreams (demo – alternate vocal)»            | 3:36     |  |
| 18.                                            | «Uneasy Street» (Pete Townshend, Billy Nicholls, Jon Lind) | 4:53     |  |
| 19.                                            | «There is No Message in a Broken Heart»                    | 3.43     |  |